# Deutsche Minderheit in Dänemark
Die deutsche Minderheit in Nordschleswig, auch deutsche Volksgruppe oder deutsche Nordschleswiger, besteht aus etwa 15.000 bis 20.000 Menschen in Nordschleswig (auch Süderjütland oder Sønderjylland) in Dänemark. Das entspricht etwa sechs bis neun Prozent der Bevölkerung des Gebietes und 0,2–0,3 Prozent der dänischen Gesamtbevölkerung.

## Deutsche Minderheit in Nordschleswig

### Identität und Bezeichnung
Veröffentlichungen der Minderheit selbst ziehen oft die Bezeichnung deutsche Volksgruppe als Bezeichnung für die Minderheit vor. Im offiziellen und allgemeinen dänischen Sprachgebrauch gilt die Bezeichnung det tyske mindretal (i Sønderjylland) („die deutsche Minderheit (in Süderjütland)“) ähnlich wie det danske mindretal (i Sydslesvig) für die dänische Minderheit südlich der Grenze. „Minderheit“ ist auch die Bezeichnung in den Bonn-Kopenhagener Erklärungen.
Seitens der dänischen Mehrheitsbevölkerung werden die Angehörigen auch „Deutschgesinnte“ (tysksindet) oder „Heimdeutsche“ (hjemmetyskere) genannt. Letzteres Wort stammt aus der Zeit nach 1864 und bezeichnete ursprünglich im Gegensatz zu den preußischen Beamten und Soldaten, die sich erst nach 1864 ansiedelten, die einheimischen Deutschen Schleswigs. Manchmal wird der Begriff als negativ empfunden, obwohl er von vielen als traditionelle und alltägliche Bezeichnung gemeint wird. Die dänischen Einwohner bezeichnen sich seit den Jahrzehnten nach 1864 und spätestens seit 1920 kaum als Nordschleswiger, sondern als Süderjüten (sønderjyder) und den Landesteil als Süderjütland (Sønderjylland).
Nach den Bonn-Kopenhagener Erklärungen von 1955 ist das Bekenntnis zu einer nationalen Minderheit frei und darf nicht nachgeprüft werden. Dänische Volkszählungen erfassen keine Angaben zur ethnischen Zugehörigkeit. Der Kern der Minderheit findet sich im Bund Deutscher Nordschleswiger, in der Schleswigschen Partei und ihren Wählern sowie in den Menschen, die die deutschen Einrichtungen wie Kindergärten, Schulen und Bibliotheken besuchen, wieder.
Seit Jahrzehnten gibt es eine klare Bestrebung der Minderheit, den Grenzkampf von früher beizulegen, und Nationalismus durch europäische Werte und kulturelle „Zweiströmigkeit“ zu ersetzen. Das Regionale wird stark betont, und viele Angehörige der Minderheit, aber auch Teile der dänischen Bevölkerung, bezeichnen sich eher als Schleswiger denn als deutsch oder dänisch. Wie in Südschleswig gibt es auch in Sønderjylland eine gewisse Einströmung in die Minderheitenschulen aus der Mehrheitsbevölkerung, die die Schulen als alternatives kulturelles und pädagogisches Angebot sieht.

### Sprache
Bei den deutschen Nordschleswigern ist der Sprachgebrauch von Diglossie geprägt, einer Zwei- oder Mehrsprachigkeit, wobei die verschiedenen Sprachen in unterschiedlichen Situationen verwendet werden. Die Umgangssprache ist vor allem der dänische Dialekt Sønderjysk (Synnejysk), der im Alltag noch von fast zwei Dritteln, hauptsächlich von den älteren Teilen der Volksgruppe, verwendet wird. Hochdeutsch ist die Sprache der Schulen, wobei auch Dänisch als Zweitsprache gelehrt und gepflegt wird. Die Zeitung Der Nordschleswiger sowie die Organisationen der Minderheit verwenden die deutsche Sprache.
Hochdeutsch ist auch die Hochsprache bei offiziellen Anlässen (Gottesdienst, Feste und Vereine). Kirchlich gilt das sowohl in der Nordschleswigschen Gemeinde, die als eigene Glaubensgemeinschaft organisierte Kirche der Landgebiete, als auch in den vier nordschleswigschen Städten, wo der Gottesdienst durch deutschsprachige Pastoren innerhalb der dänischen Volkskirche (dänisch Folkekirken) geleistet wird. Diese beiden Lösungen für die deutschen Angehörigen der evangelischen Kirche auf dem Land und in den Städten haben sich seit der Wiedervereinigung Nordschleswigs mit Dänemark 1920 bewährt. Der Katholizismus spielt im Landesteil kaum eine Rolle.
Vor diesem Hintergrund ist die Zugehörigkeit zur Volksgruppe („nationale Gesinnung“) meistens nicht aufgrund der Alltagssprache festzustellen. Besonders in den grenznahen Gebieten beiderseits der Grenze galt der südjütische dänische Dialekt bis in die 1950er Jahre als neutrale Sprache der ganzen Bevölkerung; jedoch fällt die heutige Sprachgrenze praktisch mit der Staatsgrenze zusammen. Auch auf der dänischen Seite hat das Südjütische an Boden verloren, obwohl es zu den stärkeren Dialektgebieten Dänemarks gehört. Sowohl vonseiten der deutschen Minderheit als auch in anderen Kreisen wird eine Förderungsarbeit vorgenommen. Im Kulturverein Æ Synnejysk Forening arbeiten Deutsch- und Dänischgesinnte eng zusammen, was – im Vergleich mit den traditionell national getrennten Jugendvereinen, Turnvereinen und kirchlichen Vereinen – eine Neuerung darstellt.
Niederdeutsch hatte nie eine große Verbreitung, da seine Bedeutung schon abgenommen hatte, als seit dem 17. Jahrhundert eine gewisse Verdeutschung Nordschleswigs durch die Verwendung des Hochdeutschen als faktische Amtssprache stattfand. Der Nordschleswiger hat ab und zu eine Spalte in nordschleswigschem Platt.

### Organisationen

#### Bund Deutscher Nordschleswiger

Flagge des Bundes Deutscher Nordschleswiger

Der Bund Deutscher Nordschleswiger (BDN) ist die Dachorganisation der deutschen Minderheit und vertritt sie in allen Fragen nach außen. Mit einer Mitgliederzahl von etwa 4.500 ist er der größte Verband sowie der Herausgeber der Tageszeitung Der Nordschleswiger (Auflage: 4.000). Trotz Strafverfolgung und anderer widriger Umstände gelang 1945 ein neuer politischer Anfang mit der Gründung des Bundes am 22. November 1945, dessen Grundsätze bereits im November 1943 durch einen Kreis von Gegnern des nationalsozialistischen Besatzungsregimes in Hadersleben formuliert worden waren. Die Grundsätze zogen, verbunden mit einer Loyalitätserklärung an Dänemark, einen Schlussstrich unter die Grenzrevisionsansprüche der deutschen Minderheit – beides kam in der Gründungserklärung des BDN zum Ausdruck.
Seine vornehmliche Aufgabe war in den ersten Nachkriegsjahren der Versuch, die Folgen der Rechtsabrechnung zu mildern; von dänischer Seite wurden jedoch keine Zugeständnisse gemacht. Nach der Entlassung der meisten deutschen Inhaftierten konnten ab 1948 langsam wieder Verbandsstrukturen aufgebaut werden. Höchstes Organ des BDN ist die Delegiertenversammlung. Diese wählt den Hauptvorsitzenden, seinen Stellvertreter sowie die Vorsitzenden des Kulturausschusses und der Schleswigschen Partei (SP). Während der Kulturausschuss für die kulturelle Gesamtplanung der Minderheit zuständig ist, übernimmt die Schleswigsche Partei die politische Vertretung der Minderheit in den Kommunen.

#### Presse
- Der Nordschleswiger, Online-Zeitung der Volksgruppe

#### Schulen
Der Deutsche Schul- und Sprachverein für Nordschleswig ist der Zusammenschluss von örtlichen Schul- und Kindergartenvereinen, die selbst Träger ihrer Einrichtungen sind, im Einzelnen von
- 22 deutschen Kindergärten mit 600 Kindern,
- 14 deutschen Schulen, davon 5 Realschulen, mit 1500 Schülern,
- dem Deutschen Gymnasium in Apenrade.

Zusätzlich gibt es die Deutsche Nachschule Tingleff, eine Internatsschule für die 9. bis 10. Klassenstufe, die Schüler aus ganz Dänemark und Norddeutschland aufnimmt.
Ziel des Unterrichts ist neben der allgemeinen Ausbildung der Kinder insbesondere die Einführung in die deutsche Sprache und Kultur. Der Schulabschluss ist sowohl in Dänemark als auch in Deutschland anerkannt. Die Schülerzahlen sind in Dänemark in den letzten Jahren allgemein rückläufig, was auch für die deutschen Schulen gilt.
Die deutschen Schulen gelten als Privatschulen oder freie Schulen (friskoler), die aufgrund der dänischen Freischulgesetz wirken und hauptsächlich dadurch Förderung erhalten. Anders als bei anderen dänischen Privatschulen, die Schulgeld einziehen, ist der Schulgang kostenlos, außer der Mitgliedschaft im Schulverein, einem kleinen Aktivitätsbeitrag, Klassenreisen und Busverkehr.
Es kommt vor, dass dänische Eltern ihre Kinder auf eine deutsche Schule schicken, da – ähnlich wie bei den dänischen Schulen in Südschleswig – die Minderheitenschulen als kleine, gut ausgestattete Schulen mit Zweisprachigkeit und gutem pädagogischen Milieu gelten.

#### Museum

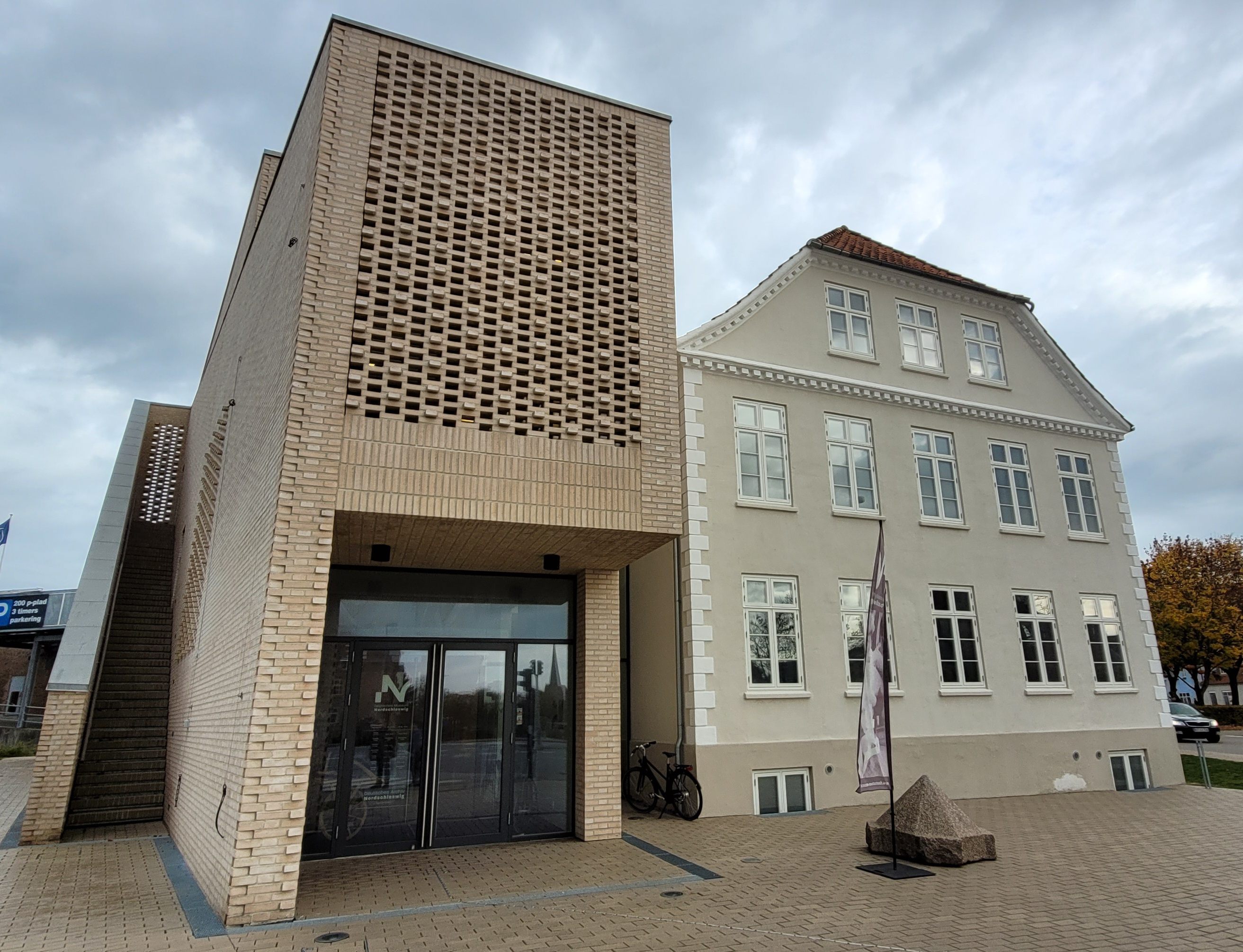
Das Deutsche Museum Nordschleswig in Sonderburg

Im Zentrum der Stadt Sonderburg befindet sich das Deutsche Museum Nordschleswig. Die Ausstellung im Museum behandelt die Geschichte der deutsch-dänischen Grenzregion und der deutschen Minderheit in Dänemark. Das Museum wurde 1988 unter dem Namen Haus für deutsche Geschichte und Kultur in Nordschleswig gegründet und wechselte in den frühen 1990er Jahren den Standort in das Gebäude des Verbands Deutscher Büchereien Nordschleswig, wo es im Mai 1992 wieder eröffnet wurde.

#### Bibliotheken
Der Verband Deutscher Büchereien Nordschleswig betreibt eine Büchereizentrale und Zentralbücherei in Apenrade, vier Stadtbüchereien in Hadersleben, Sonderburg, Tondern und Tingleff und bedient 15 Schulbüchereien mit Blockbeständen. Zwei Bücherbusse fahren im 5-Wochen-Turnus in die ländlichen Gebiete und liefern Lesestoff und AV-Medien frei Haus. Die Büchereien verfügen über einen Medienbestand von 230.000 Medieneinheiten und verzeichnen etwa 350.000 Entleihungen pro Jahr. Das Büchereiwesen arbeitet im Rahmen des dänischen Bibliotheksgesetzes, das das Vorhalten von öffentlichen Bibliotheken zur Pflichtaufgabe der Kommunen macht. Für die Schulen gilt ein Schulbibliotheksgesetz.

#### Jugendarbeit
Der Deutsche Jugendverband für Nordschleswig ist Dachverband für 25 Jugendgruppen, Sportvereine und Jugend- und Freizeitclubs mit insgesamt etwa 2500 Mitgliedern, führt sportliche und kulturelle Veranstaltungen sowie Fahrten und Lager durch und betreibt den Jugendhof Knivsberg mit seinen außerschulischen Aktivitäten und ein Ferienheim an der Flensburger Förde. Der Jugendverband ist zudem Veranstalter des Knivsbergfestes, eines sommerlichen Volksfestes der deutschen Nordschleswiger, dessen Tradition auf das Jahr 1894 zurückgeht. Daneben gibt es den Deutschen Ruderverband mit sieben örtlichen Rudervereinen, die Bürger- und Handwerkervereine, die Schützenvereine, den Kameradschaftsverband Nordschleswig und die Heimatkundliche Arbeitsgemeinschaft.

#### Soziale Arbeit
Die soziale Arbeit liegt in den Händen des Verbandes Sozialdienst Nordschleswig, eines Zusammenschlusses von 20 Krankenpflegevereinen, Frauenvereinen und Seniorenklubs mit 2560 Mitgliedern. Die Aufgaben des Verbandes haben sich der sozialstaatlichen Entwicklung in Dänemark anpassen müssen, so dass der Krankenpflegedienst wegfiel und das Schwergewicht auf Sozialbetreuung und Familienberatung, zum Beispiel im Haus Quickborn an der Flensburger Förde, verlagert wurde. Besonders widmet man sich den Senioren, denen Kuraufenthalte, Ausflüge und Reisen ermöglicht werden.

#### Landwirtschaft
Die deutschen Landwirte sind im Landwirtschaftlichen Hauptverein für Nordschleswig organisiert. Er nimmt die wirtschaftlichen und fachlichen Interessen von etwa 1100 Mitgliedern wahr und beschäftigt sich mit Pflanzenbau, Nutztierhaltung und Buchhaltung. Er ist als selbständige Gruppe Mitglied im dänischen Bauernverband.

#### Kirche
In den vier Stadtgemeinden Apenrade, Hadersleben, Sonderburg und Tondern hat die staatliche Dänische Volkskirche seit 1920 eigene Pastoren für den deutschsprachigen Teil der Gesamtgemeinde eingesetzt, da man hier einen Bedarf an deutschsprachiger kirchlicher Versorgung sowie eine lange Tradition deutschsprachiger Gottesdienste anerkannte. Dies war für den ländlichen Raum nur bedingt der Fall, weshalb Angehörige der Minderheit 1923 in Tingleff die Nordschleswigsche Gemeinde gründeten, eine Freikirche nach dänischem Recht. Sie war der Schleswig-Holsteinischen Landeskirche (heute Evangelisch-Lutherische Kirche in Norddeutschland) angeschlossen. Es gab bis zu sieben Pfarrbezirke, je von einem Pastor betreut, heute sind es fünf. Von den neun Pastoren kommen acht aus der Bundesrepublik Deutschland und nur einer aus der Minderheit, die konfessionell zu 99 Prozent evangelisch ist.

### Politik
Die Schleswigsche Partei (dänisch Slesvigsk Parti; SP) ist als Teil des BDN Interessenvertreter der deutschen Minderheit, hat aber einen selbständigen Vorstand.

#### Nationale Ebene
Von 1920 bis 1939 war die Minderheit mit Pastor Johannes Schmidt-Vodder im Folketing vertreten, der 1939 bis 1943 von Jens Möller ersetzt wurde. Im Jahre 1943 nahm die Minderheit nicht an der Folketingswahl teil, vor allem weil 7500 Personen wegen Kriegstätigkeiten abwesend waren, wobei eine Halbierung der Wählerzahl und den Verlust des Mandats zu erwarten war.
Ebenfalls 1945 nahm die Minderheit nicht an der Folketingswahl teil. Von 1947 bis 1953 stellte die Minderheit parteilose Kandidaten. Mit dem dänischen Grundgesetz von 1953 und die Erweiterung des Folketings von 150 auf 179 Mitglieder gelang es wieder der Schleswigschen Partei, ein Mandat zu erzielen. Als Minderheitenprivileg galt und gilt für die Partei keine Sperrklausel (sonst war die Regelung 1953 bis 1961 mindestens 60.000 Stimmen landesweit und ab 1961 zwei Prozent der Wählerstimmen). Von 1953 bis 1964 vertrat Hans Schmidt-Oxbüll die Partei.
In den 1950er und 1960er Jahren konnten durch die Förderung der Bundesrepublik Deutschland und des Landes Schleswig-Holstein Schulen, Kindergärten und Büchereien eingerichtet werden. Aus komplexen Gründen, wie die industrielle Entwicklung mit Abwanderung aus den ländlichen Gebieten, aber vielleicht auch die Stilllegung des Grenzkampfes, gab es jedoch in den 1950er bis 1980er Jahren eine Schwächung der Minderheit, wie auch bei der dänischen Minderheit südlich der Grenze. Da die Wählerstärke abgenommen hatte, nahm die Partei letztmals 1971 an einer Folketingswahl teil.
Im Jahr 1965 berief das Folketing als Ersatzlösung einen Kontaktausschuss mit Vertretern aller Parteien des Parlaments, in welchen die Volksgruppe drei Mitglieder entsenden durfte. Da der Ausschuss wenig Kompetenz oder Bedeutung hatte, versuchte die deutsche Minderheit über eine Kandidatur auf der Liste der Centrum-Demokraterne vertreten zu werden. Von 1973 bis 1979 war Jes Schmidt, der Chefredakteur der deutschen Tageszeitung Der Nordschleswiger, dadurch Mitglied des Folketings. Die Zusammenarbeit endete nach dem Tod Jes Schmidts, da Centrum-Demokraterne einen neuen Kandidaten wegen dessen Vergangenheit in der Waffen-SS ablehnte.
Auch heute wird die politische Vertretung bei Parlament und Regierung durch den Kontaktausschuss für die deutsche Minderheit (Kontaktudvalget for det tyske Mindretal) praktiziert. Die Mitglieder des Kontaktausschusses sind drei Vertreter der Minderheit, die von der politischen Organisation der Minderheit vorgeschlagen und formal vom dänischen Innenminister ernannt werden, sowie der Leiter des Sekretariats der deutschen Volksgruppe in Kopenhagen (Jan Diedrichsen), ein Vertreter jeder Fraktions des Folketings, der Innenminister und der Unterrichtsminister.

#### Kommunale und regionale Ebene
Vor 1970 hatte die Minderheit in den kleinen, auf Kirchspielen basierenden Gemeinden 46 Vertreter. Bei der Kommunalreform 1970 wurden die vier nordschleswigschen Kreise in Sønderjyllands Amt zusammengeschlagen. (Die Kreise Åbenrå und Sønderborg waren 1932–1970 fusioniert, aber hatten noch separate Kreisvertretungen.) Nach 1970 hatte die Schleswigsche Partei etwa einen Vertreter im nordschleswigschen Amtsrat (Kreistag) und 16 Abgeordnete in 8 von den 23 Großgemeinden.
Mit der ab 2007 geltenden neuen Strukturreform wurden die 14 dänischen Amter (Kreise) aufgelöst und die Kommunen zu größeren Einheiten zusammengefasst. Die vier nordschleswigschen Kommunen entsprechen nun etwa den vier Kreisen vor 1970 (Tondern, Apenrade, Hadersleben und Sonderburg).
Zunächst nach der Strukturreform war die SP in Apenrade und Tondern mit zwei Abgeordneten, in Sønderborg/Sonderburg und Haderslev/Hadersleben mit je einem Abgeordneten vertreten. In Hadersleben konnte erst bei der Wahl 2009 ein vollgültiges Mandat erreicht werden.
2017 erzielte die SP in Sonderburg 13,5 % und fünf Abgeordnete, bedingt durch die Popularität Stephan Kleinschmidts und eine Listenverbindung mit der Radikale Venstre und die Konservative Folkeparti, die beide nicht vertreten wurden. In Apenrade hat die SP 6,1 % und zwei Mandate, in Tondern 5,8 % und zwei Mandate, in Hadersleben 2,2 % und ein Mandat (ein vollgültiges mandat, das durch die Listenverbindung mit Kristendemokraterne und Retsforbundet erzielt wurde).
Außer der Möglichkeit, ein vollgültiges Mandat zu erzielen, sieht das dänische Kommunalwahlrecht seit 2005 als Wahrung des Minderheitenschutzes vor, ein Sondermandat ohne Stimmrecht zu erteilen, wenn die Partei der deutschen Minderheit ein Viertel der Stimmen eines Mandates erreicht. In der ersten Periode der neuen Großgemeinde Hadersleben hatte der Vertreter der Schleswigschen Partei ein solches Mandat inne. Sollte die Partei der deutschen Minderheit weniger als ein Viertel, aber mehr als ein Zehntel der Stimmen eines Mandates erzielen, erhält die Partei kein Sondermandat, aber die Kommune muss einen Kontaktausschuss für die deutsche Minderheit errichten. Die letztere Regelung wurde noch nicht angewendet. Da die vier nordschleswigschen Kommunalvertretungen jeweils 31 Mitglieder haben, entspricht der Anteil der Wählerstimmen für ein Mandat etwa 3,2 %, für ein Sondermandat der Minderheit 0,8 % und für die Vertretung über einen Kontaktausschuss 0,32 %. Der Hintergrund dieser Regelung ist die europäische Rahmenkonvention zum Schutz von nationalen Minderheiten, aber spezifisch wurden Gesetze über die Vertretung der ungarischen Minderheit in der Slowakei studiert.
Die Sonderregelung gilt nicht bei Wahlen zur Regionsvertretung. Nach der Strukturreform von 2006 ist Nordschleswig Teil der Region Syddanmark. Dänemark ist in fünf Regionen eingeteilt, die keine vollwürdige Verwaltungsebene darstellen, sondern als eine Delegation der Zentralmacht zu verstehen sind. Ihre Aufgaben sind vor allem Krankenhäuser, aber auch regionale Raumordnung, Psychiatrie, Angebote für Schwerbehinderte sowie Entwicklungspläne für Natur, Umwelt, Unterricht und Kultur, deren praktisches Umsetzen den Kommunen obliegt.
Vonseiten vieler Nordschleswiger und der deutschen Minderheit wurde kritisiert, die historisch bedingte administrative Einheit Nordschleswigs (Sønderjyllands Amt) aufzugeben. In späteren Jahren hingegen gilt die Befürchtung die Abschaffung der Regionen, da die Region Syddanmark sich inzwischen für die grenzüberschreitende Zusammenarbeit eingesetzt hat.
Die 1997 gegründete Partnerschaft Region Sønderjylland-Schleswig besteht nach 2006 von den vier nordschleswigschen Kommunen sowie Region Syddanmark, auf deutscher Seite die Kreise Nordfriesland und Schleswig-Flensburg und die Stadt Flensburg (nicht aber der Kreis Rendsburg-Eckernförde), sowie das Land Schleswig-Holstein und die beiden Minderheiten.

### Ökonomie
Die deutschen Privatschulen ordnen sich relativ problemlos unter den dänischen Freischulgesetzen ein, wonach 82 % der Kosten vom Staat abgedeckt werden. Die restlichen Kosten werden durch einen besonderen Anschlag zur Deckung des doppelzügigen Muttersprachenunterrichtes bezahlt, prinzipiell nach auch für Immigranten und Ausländern geltenden Regeln, so dass deutsche Schulen in der Praxis mit kommunalen Schulen völlig gleichgestellt sind.
Auch in anderen Bereichen gibt es teilweise Finanzhilfe vom dänischen Staat, das gilt insbesondere für das Büchereiwesen das zu einem Drittel vom dänischen Staat zu 2/3 vom deutschen Staat gefördert wird. Weitere Zuschüsse bekommt die deutsche Minderheit von der Bundesrepublik Deutschland und vom Land Schleswig-Holstein.

### Geschichte
Das Herzogtum Schleswig kristallisierte sich im 12. Jahrhundert als eigenständiges Staatsgebilde heraus, gehörte jedoch bis 1864 als königlich-dänisches Lehen und durch eine Personalunion stets zur dänischen Krone. Es umfasste das Gebiet zwischen der Königsau im Norden und der Eider im Süden. Schon seit 1460 bestanden enge Beziehungen zum deutschen Herzogtum Holstein, das ebenfalls durch eine Personalunion den dänischen König zum Oberhaupt hatte.

#### Dänische Zeit und Preußenzeit

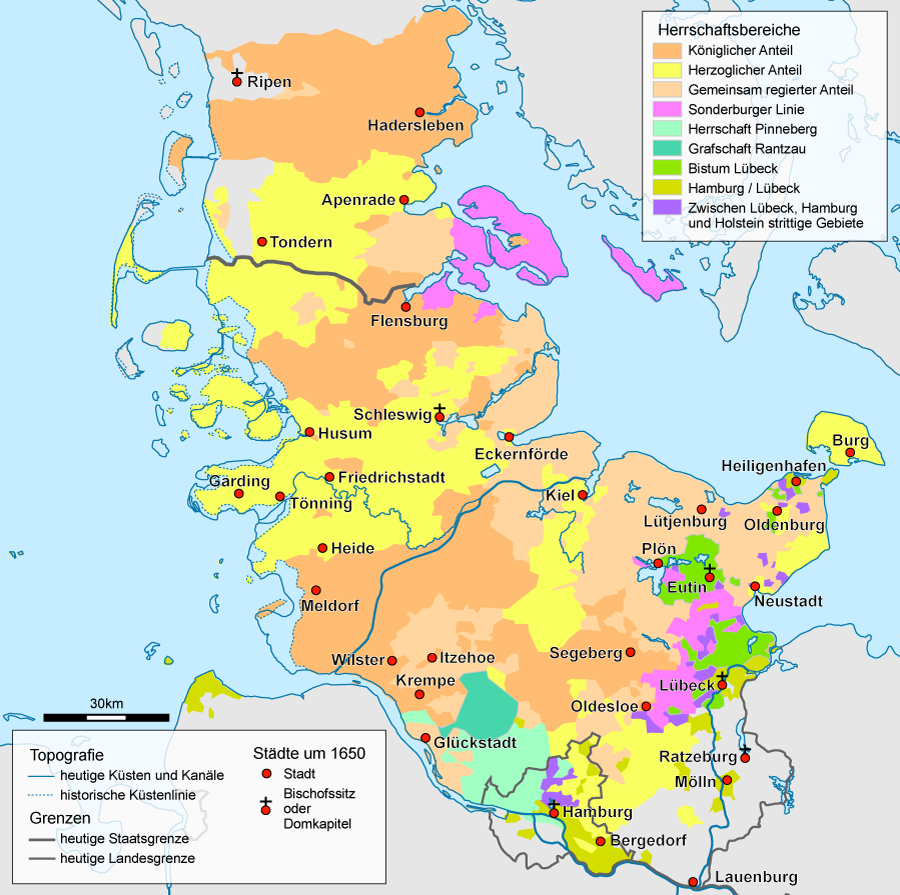
Schleswig und Holstein um 1650; die Herzogtümer sind in einen Flickenteppich verschiedener Herrschaftsgebiete zerteilt

Das Herzogtum Schleswig bildete sich nach 1200 aus dem Jarltum Süderjütlands und drei südjütlänidschen Sysseln heraus. Es verblieb bis 1864 ein dänisches Reichs- und Königslehen, war jedoch zeitweise in mehrere Herrschaftsgebiete geteilt. Einen prägenden Einfluss erreichte im 17. Jahrhundert das Gottorfer Herzogshaus, das auch über Anteile in Nordschleswig verfügte. Als Umgangssprache dominierte im nördlichen Schleswig das Dänische bzw. das dialektale Sønderjysk, während im südlichen Schleswig zunehmend das (Hoch-)Deutsche an Bedeutung gewann. Als Verwaltungssprache wurde in der Neuzeit aber auch in Nordschleswig das Deutsche verwendet; die Herzogtümer wurden entsprechend gemeinsam in deutscher Sprache von der Deutschen Kanzlei in Kopenhagen verwaltet. Mit der Einführung der Reformation wurde in den meisten Gemeindebezirken Nordschleswigs das Lateinische vom Dänischen abgelöst. Allerdings erhielten städtische Gemeinden, wie zum Beispiel in Sonderburg, Hadersleben (1526) und Tondern (1531), Deutsch als Kirchensprache. Die Grenze zwischen deutscher und dänischer Kirchensprache sollte sich später auch als Gesinnungsgrenze abzeichnen, da sie ungefähr entlang der heutigen Staatsgrenze verlief. Wirtschaftlich war Schleswig eher nach Süden ausgerichtet und bildete mit Holstein eine Einheit.

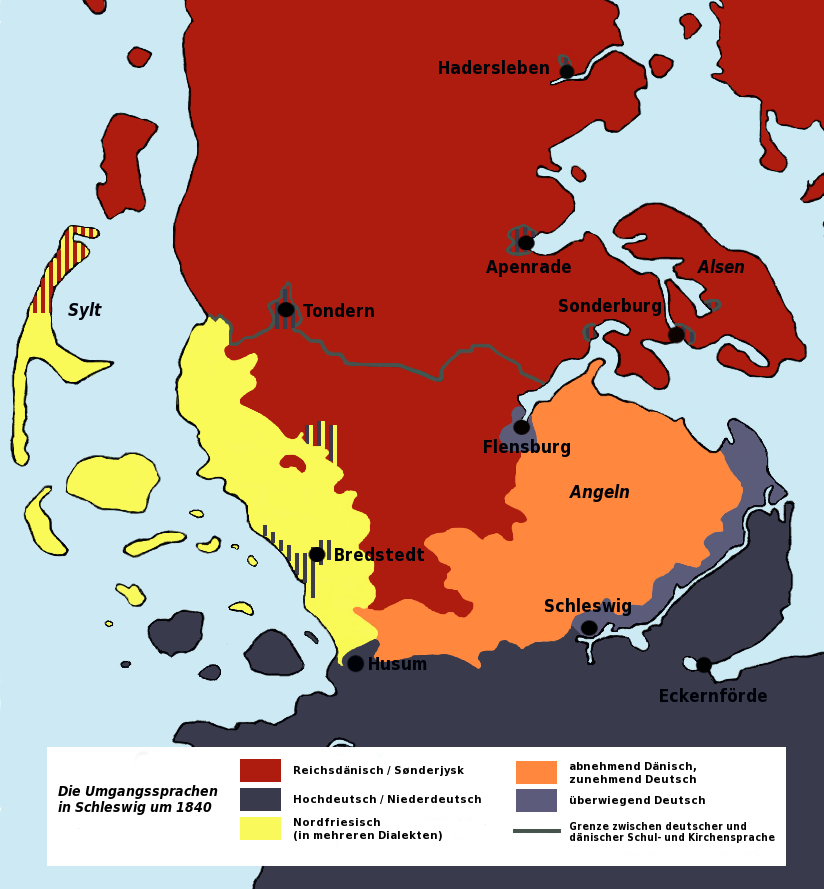
Umgangssprachen in Schleswig um etwa 1840, einzelne Orte in Nordschleswig besaßen in der dänischen Zeit deutsche Kirchensprache

Mit dem Aufkommen nationaler Strömungen um 1830 kam es zu ernsten Auseinandersetzungen zwischen Deutschen und Dänen in den Herzogtümern, die sich vor allem auf die zukünftige nationale Zugehörigkeit Schleswigs bezogen. Es entstanden sowohl eine schleswig-holsteinische (deutsche) als auch eine dänische nationalliberale Bewegung, die beide im Gegensatz zum absolutistisch regierten dänischen Gesamtstaat standen. Zur deutschen Nationalität bekannte sich die Mehrheit in Holstein und im Süden Schleswigs. Hinsichtlich sozialer Schichtung war das deutsche Bekenntnis vor allem in der Ober- und Mittelschicht, zum Beispiel bei Beamten, Kaufleuten, Pastoren, dem städtischen Bürgertum und bei Großbauern, und nicht zuletzt bei Herzog Christian August von Augustenburg und seinem Sohn Friedrich verbreitet, die ein vereinigtes Schleswig-Holstein im Deutschen Bund mit sich selbst als konstitutionellen Regenten erstrebten. Das dänische Bekenntnis war dagegen eher bei der Landbevölkerung, aber auch in Teilen des städtischen Bürgertums verbreitet. Obwohl in ihren Gebieten zahlenmäßig dominierend, galten die Sprachen Dänisch und Friesisch oft als sozial unterlegen. Dementsprechend wechselten schon vor 1800 südliche Gebiete wie Eiderstedt und Schwansen zum Niederdeutschen. Im Zuge des 19. Jahrhunderts – nach Ausbruch des bewussten Nationalitätenkampfes – folgte Angeln, aber im mittleren Südschleswig, wo die sozialen Verhältnisse ausgeglichener waren, wurde bis ins 20. Jahrhundert dänisch gesprochen.
Der nationale Dissens entlud sich schließlich erstmals 1848. Ein von König Christian VIII. angeregter Entwurf für eine gemäßigt-liberale Verfassung für den Gesamtstaat wurde am 28. Januar 1848 von seinem Nachfolger Friedrich VII. veröffentlicht. Er kam den Forderungen von Seiten der dänischen Nationalliberalen nach einer nationalen Verfassung nur für Dänemark und Schleswig nicht entgegen. Dennoch befürchteten deutsche Nationalliberale in den Herzogtümern genau einen solchen Schritt. Am 18. März 1848 forderten schließlich die deutschen Abgeordneten der Schleswigschen und der Holsteinischen Ständeversammlung auf einer gemeinsamen Sitzung in Rendsburg unter anderem die Aufnahme Schleswigs in den Deutschen Bund, Presse- und Versammlungsfreiheit und eine Volksbewaffnung. Am 20. März erreichten die Forderungen auch die Hauptstadt Kopenhagen, wo es am 20. März zu einer von den dänischen Nationalliberalen initiierten Volksversammlung im Kopenhagener Casino kam. Unter dem Druck der Öffentlichkeit entließ der König am 21. März die bisherige Regierung und berief am Folgetag eine von dänischen Konservativen (Gesamtstaatsbefürwortern) und dänischen Nationalliberalen (Eiderdänen) gemeinsam besetzte Regierung (das sogenannte Märzministerium). Die von den deutschen Abgeordneten in Rendsburg aufgestellten Forderungen wurden am 23. März 1848 von Friedrich VII. abgelehnt, was wiederum in Kiel in der Nacht vom 23. auf den 24. März 1848 zur Bildung einer deutschgesinnten Provisorischen Regierung und schließlich zur Schleswig-Holsteinischen Erhebung führte. Die Erhebung endete jedoch mit einer Niederlage der deutschen Schleswig-Holsteiner und einer Wiederherstellung des Status quo des bisherigen Gesamtstaates.

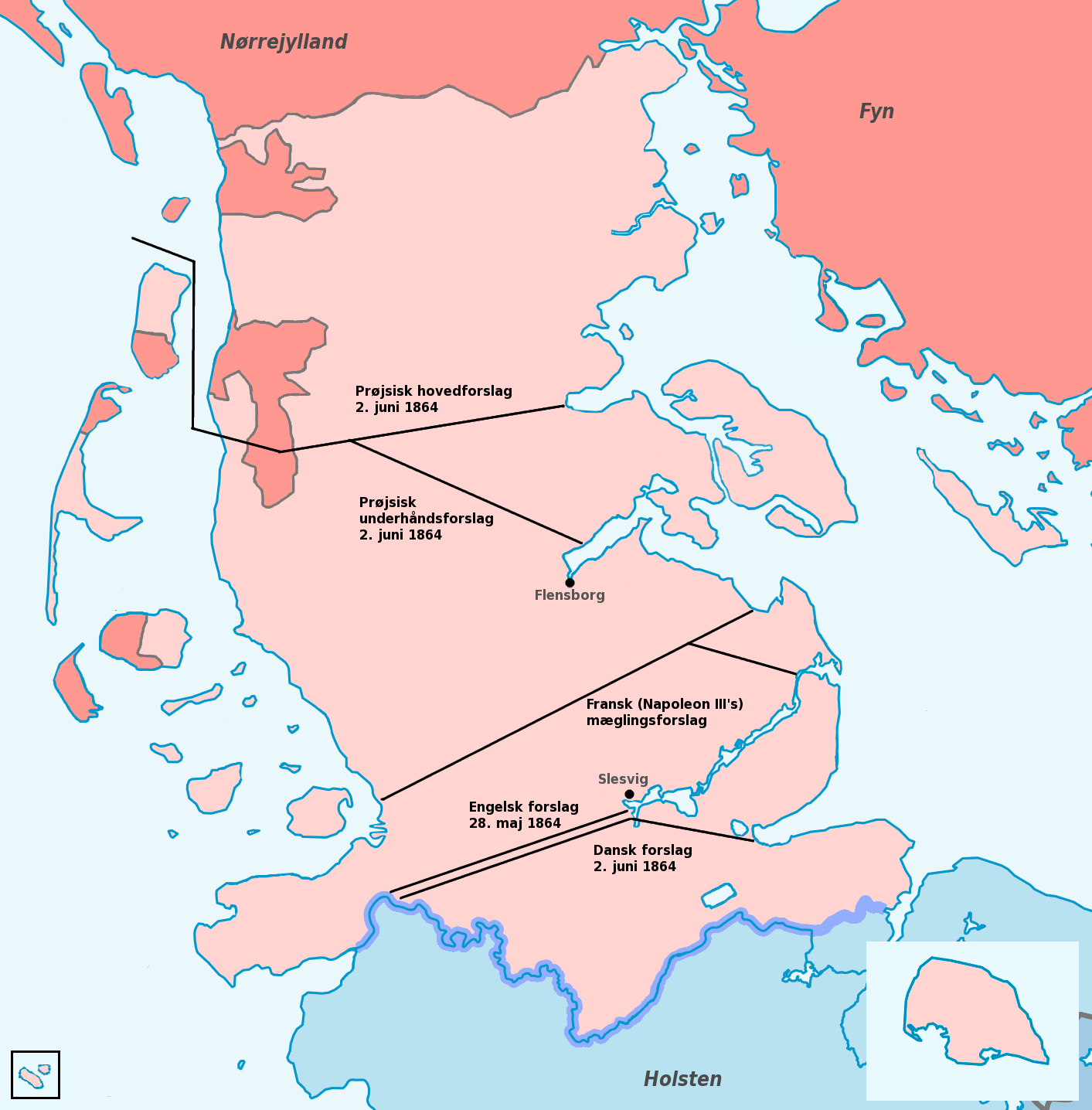
Teilungsvorschläge für eine nationale Teilung Schleswigs während des Waffenstillstandes des Deutsch-Dänischen Krieges 1864

Von 1851 bis 1864 vollzog Dänemark einen Politikwechsel im Herzogtum Schleswig. Dänische Kreise nahmen nun allgemein wahr, dass sich ein Sprachwechsel vom Süden verbreitete, und vielfach war die Meinung, dass man zu wenig getan hatte, um diese Germanisierung zu verhindern oder die Gleichberechtigung der Sprachen durchzusetzen. Um die Zukunft des Dänischen im mittleren Schleswig zu retten, wurden die umstrittenen Sprachreskripte eingeführt, wonach in Kirchspielen mit dänischer Volkssprache die Schulsprache forthin Dänisch sein sollte, die kirchliche Sprache Deutsch und Dänisch mit jeweils wechselnden Gottesdiensten. Ein noch weitergehendes Reskript Friedrichs VI. von 1810 hatte vorgesehen, dass auch die Gerichtssprache der Volkssprache folgen sollte, wurde damals jedoch von widerwilligen Beamten der Deutschen Kanzlei aufgehalten. Unklar ist, ob die Reskripte von 1851 auch Randgebiete umfassten, wo der Sprachwechsel schon so weit fortgeschritten war, dass die dänische Sprache nicht mehr gesprochen wurde. Obwohl dänische Pastoren und Lehrer von pädagogischen Vorteilen beim Unterrichten der neuen Schulsprache unter den dänischsprachigen Kindern berichten konnten, wurde die Änderung im Zuge des Bürgerkrieges vonseiten der deutschen Schleswigholsteiner politisch aufgenommen.
Obwohl die dänische Regierung darauf verzichtete, die Beamten und Pastoren, die im Krieg 1848–50 die aufständische Regierung unterstützt hatten, direkt wegen Landesverrats zu bestrafen, wurden sie vielfach entlassen oder der Forderung untergeben, dem dänischen König einen Treueeid zu leisten. Im Beispiel Theodor Storms ging es um das Letztere, wobei er nach der Weigerung, diese Erklärung abzugeben, seine Anwaltsbestallung verlor. Danach zog er nach Preußen, um dort zu wirken.
Die Sprachreskripte und der Austausch von illoyalen Beamten wurden vonseiten der schleswig-holsteinischen Bewegung als Versuch einer „Danisierung“ gesehen. Proteste verbreiteten sich in der schleswigschen Bevölkerung, vor allem im deutsch orientierten Mittel- und Oberschicht. Bald verbreitete sich der Protest zu den Zeitungen aller deutscher Staaten. Die dänische „Gewaltherrschaft“ in Schleswig und Holstein wurde zum Sammlungssymbol des gesamten deutschen Nationalismus.
Das Bild wurde dadurch kompliziert, dass nur das eigentliche Dänemark seit 1849 eine freie Verfassung hatte. Der Deutsche Bund lehnte 1858 ab, eine dänische Gesamtstaatsverfassung in Holstein gelten zu lassen, wobei die Geltung auch für Schleswig gefährdet wurde, da Dänemark sich verpflichtet hatte, die beiden Herzogtümer in ihrer Bindung zum Königreich gleich zu behandeln. Demnach herrschte in Holstein immer noch der Absolutismus; in beiden Herzogtümern gab es privilegiertes Wahlrecht; die Meinungs- und Pressefreiheit war schlechter als in Dänemark, aber besser als in den meisten deutschen Staaten.
Letztlich zeigte sich, dass die öffentliche Meinung im südlichen Schleswig weiter am deutschen und im nördlichen Schleswig überwiegend am dänischen Bekenntnis festhielt. Die dänische Novemberverfassung von 1863 sah vor, gemeinsame Gremien für Dänemark und Schleswig zu errichten, jedoch unter Beibehaltung einer schleswigschen Selbstverwaltung (u. a. eines Landtages für Schleswig). Das Deutsche Bund forderte die sofortige Aufhebung der Verfassung und beschloss eine Bundesexekution gegen den Mitgliedstaat Holstein. Gegen Proteste des Deutschen Bundes überschritten preußische und österreichische Truppen jedoch im Februar 1864 auch den Grenzfluss Eider, womit der Deutsch-Dänische bzw. Zweite Schleswigsche Krieg in Gang gesetzt wurde. Als Folge des Krieges musste Dänemark die gesamten Herzogtümer an Preußen und Österreich abtreten; 1867 wurde Schleswig schließlich zusammen mit Holstein zur preußischen Provinz Schleswig-Holstein vereinigt.
Wie es teilweise dem dänischen Staat vor 1864 misslungen war, eine überzeugende Toleranz für Minderheiten zu zeigen, steigerte der preußische Staat nach 1864 seine Germanisierungsmaßnahmen im mehrheitlich dänischen Nordschleswig. So wurde 1876 Deutsch als alleinige Verwaltungssprache in Schleswig zugelassen, und 1888 wurde Deutsch schließlich einzige Schulsprache, mit Ausnahme von vier Wochenstunden Religion auf Dänisch. Im gleichen Jahr schlossen die preußischen Behörden die letzte dänische Privatschule. Auch wurden bewusst deutsche Siedler angeworben. Nach 1896 kaufte der preußische Staat Landeigentum und errichtete staatseigene Domänenhöfe, die an deutsche Siedler verpachtet wurden. Diese Maßnahmen stießen jedoch auf Widerstand der dänischen Bevölkerung in Schleswig und führte zur Organisierung der dänischen Minderheit in Nord- und Mittelschleswig, die nicht zuletzt auf eine Abhaltung der im Prager Friedensvertrag versprochenen Volksabstimmung drängte. Ihren Höhepunkt erreichte die Eindeutschungspolitik mit dem Antritt des Oberpräsidenten Ernst Matthias von Köller und der nach ihm benannten Köller-Politik, die eine offene Diskriminierung des dänischen Bevölkerungsteils betrieb. Bis 1900 wanderten etwa 60.000 dänische Schleswiger aus, nicht zuletzt vor dem Hintergrund des preußischen Kriegsdienstes, andere wurden von den preußischen Behörden ausgewiesen. Etwa 5.000 dänische Schleswiger fielen als deutsche Soldaten im Ersten Weltkrieg. Auch Teile der südschleswigschen Bevölkerung, vor allem Friesen, beschlossen in der preußischen Zeit die Auswanderung.

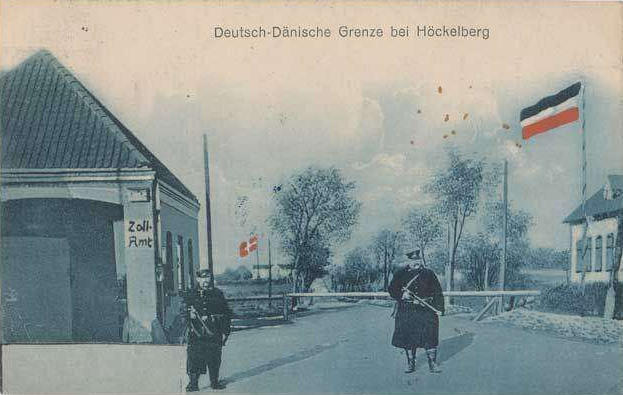
Die deutsch-dänische Grenze vor 1920

#### 1920 bis 1922

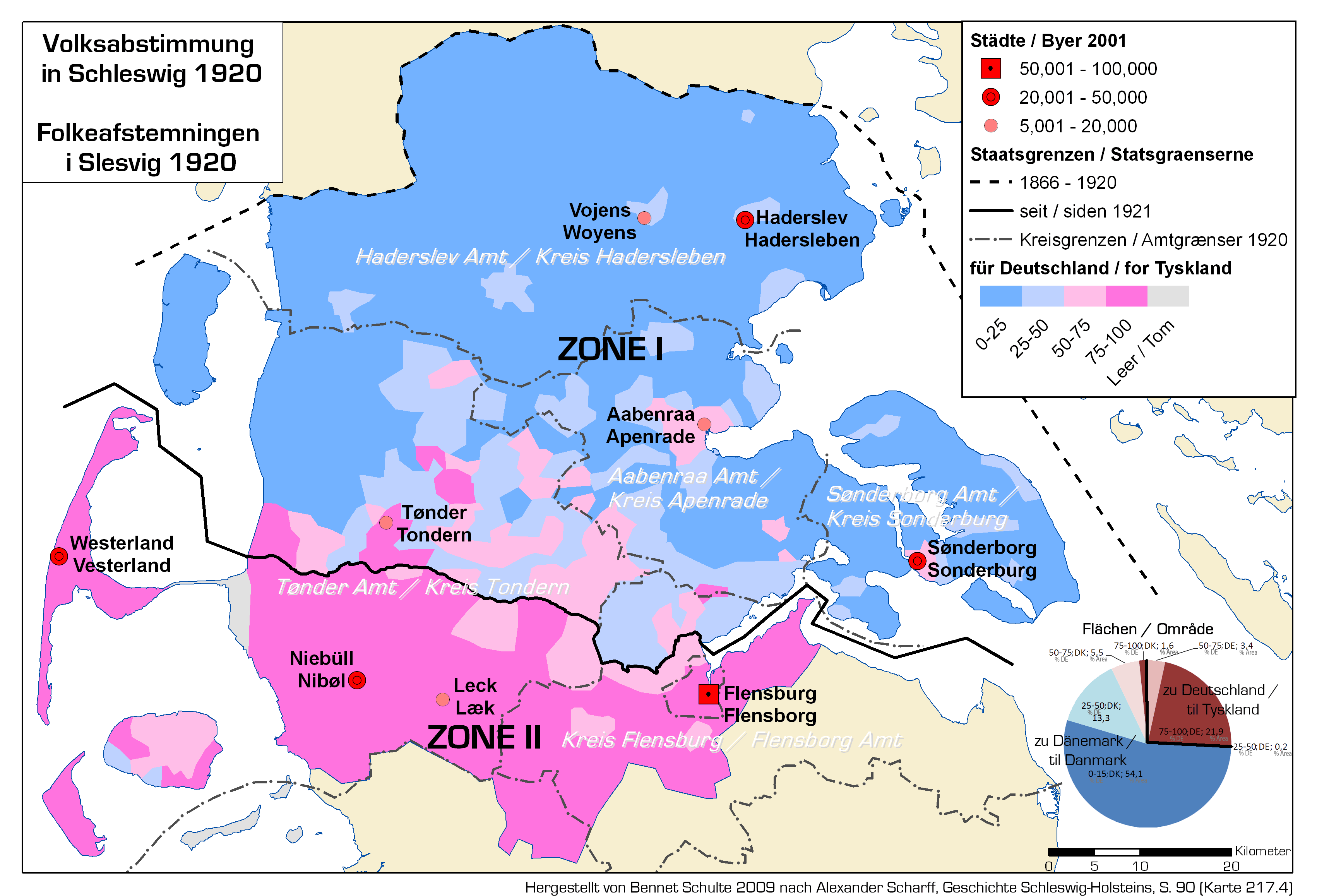
Das Ergebnis der Volksabstimmung 1920

Ergebnisse nach Kirchspielgemeinden in der Abstimmungszone I, die zu Dänemark kam

Unter Berufung auf das vom amerikanischen Präsidenten Wilson proklamierte Selbstbestimmungsrecht der Völker und den Artikel V des Prager Friedens von 1866, der eine Volksabstimmung in Schleswig vorsah, wurde nach dem Ersten Weltkrieg 1920 im nördlichen Schleswig ein Referendum abgehalten.
Die Grenzen der Abstimmungsgebiete wurden von den Alliierten bestimmt, ebenso die Abstimmungsmodalitäten, die gewissermaßen Dänemark begünstigten. Bei der Abstimmung in der 1. Zone (Nordschleswig) war das Gesamtergebnis des Gebietes entscheidend („En-bloc-Abstimmung“), während in der 2. Zone gemeindeweise abgestimmt wurde. Dabei bekam Dänemark die Möglichkeit, auch vereinzelte Gemeinden mit dänischer Mehrheit in der 2. Zone zu gewinnen, sollten sich hier dänische Mehrheiten erweisen – aber ohne das Risiko, vereinzelte Gemeinden mit deutscher Mehrheit in der 1. Zone zu verlieren.
Der Historiker Hans Victor Clausen hatte schon 1891 unter Einbeziehung der historischen, sprachlichen und wirtschaftlichen Verhältnisse die sogenannte Clausen-Linie als Grenzlinie vorgeschlagen, die mit der Grenze zwischen der 1. und der 2. Abstimmungszone, und damit mit der heutigen Grenze, zusammenfiel. Diese Linie entsprach auch in etwa der historischen Grenze der dänischen und deutschen Kirchsprache. Während Dänisch (Südjütisch) auch südlich dieser Linie gesprochen wurde und wird, waren Kenntnisse der dänischen Hochsprache nur wenig verbreitet. Clausen hatte seine Linie aber nur bis etwa 7 Kilometer westlich Flensburgs definiert und nahm zur Stellung Flensburgs keine Stellung. Flensburg wurde allgemein als ein Teil Nordschleswigs gesehen, da es in den ersten Jahrzehnten nach 1864 noch eine dänische Mehrheit hatte. Gegen die Einbindung Flensburgs in Dänemark sprach die Tatsache, dass Industrialisierung und Militarisierung in der preußischen Zeit zu einer Verdeutschung geführt hatten. Es wird auch vermutet, dass die vier Städte Nordschleswigs eher die Konkurrenz des großen Flensburgs loswerden wollten. Das rechtsnationale Lager in Dänemark hoffte hingegen, dass die ehemaligen dänischen Sympathien in Flensburg noch stark waren. Die Politik der dänischen Nordschleswiger, wie auch der dänischen Regierung, war deswegen eine Wiedervereinigung bis zur Clausenlinie ohne Flensburg. Nur rechtsnationale Kreise verfochten die Bemühung, südlichere Gebiete für Dänemark zu gewinnen – was die moderatere Mehrheit für unmöglich oder gefährlich hielt, da es die Beziehungen im Grenzland sowie zum deutschen Nachbarn gefährden würde.
Für das En-Bloc-Verfahren in der 1. Zone sprach auch die bei den Siegermächten und in Dänemark verbreitete Auffassung, dass Schleswig nach 1864 mit Zwang oder Druck bzw. Zuwanderung von Süden (und Abwanderung nach Norden) einer Verdeutschung ausgesetzt war, und diese Entwicklung wollte man gewissermaßen kompensieren. Ebenso entscheidend waren aber der Wunsch, Nordschleswig wirtschaftlich zusammenzuhalten, und ein möglichst leicht zu verteidigender und kontrollierender, kurzer Grenzverlauf.
Eine 3. Abstimmungszone, die bis zur Linie Tönning–Schleswig–Schlei reichen sollte, wurde überraschenderweise von den Alliierten verordnet, was wahrscheinlich auf Betreiben nationaler Gruppen in Dänemark sowie dänischer Aktivisten im südlichen Schleswig geschah. Die dänische Regierung bat jedoch den alliierten Ausschuss, diese Zone wieder zu streichen.
Das Ergebnis der etwa 100.000 Stimmberechtigten in Nordschleswig ergab 74,9 % für den Anschluss an Dänemark bei 25,1 % für den Verbleib beim Deutschen Reich. Dabei stimmten alle Städte mehrheitlich für den Verbleib bei Deutschland; die Landbevölkerung votierte dagegen weitestgehend für Dänemark. Neben deutschen Hochburgen mit Dreiviertelmehrheiten wie der Stadt Tondern und dem Flecken Hoyer (76 % und 73 %) und knappen Mehrheiten von 54 % in Apenrade und 55 % in Sonderburg gab es auch in einigen Gemeinden im Süden Mehrheiten für den Verbleib bei Deutschland. Vor allem das südliche und östliche Umland Tonderns war strittig und wies meistens knappe deutsche oder dänische Mehrheiten auf.
Die 2. Zone votierte fast komplett für Deutschland, mit Ausnahme dreier mehrheitlich dänisch stimmender Gemeinden, die aber bei Deutschland blieben, da sie nicht direkt an der neuen Grenzlinie lagen.
Der deutsche Historiker Johannes Tiedje schlug nach der Abstimmung in der 2. Abstimmungszone vor, einige mehrheitlich deutsche bzw. knapp mehrheitlich dänische Gebiete des Landkreises Tondern Deutschland zuzuschlagen. Dann hätte der Kreis Tondern nicht geteilt werden müssen, und beidseitig der neuen Grenze wären zahlenmäßig gleich starke Minderheiten entstanden. Diesen Vorschlag lehnte Dänemark ab, wie auch die Forderung dänischnationaler Kreise, Flensburg trotz des Abstimmungsvotums zu beanspruchen. Bei der folgenden Grenzziehung blieben somit die grenznahen deutschen Mehrheiten im südlichen Nordschleswig unberücksichtigt. Die heutige Staatsgrenze verläuft somit entlang des Scheidebaches im Osten und der Wiedau im Westen, und es verblieben unmittelbar nördlich der Grenze ca. 25.500 Deutschgesinnte, südlich der Grenze ca. 12.800 Dänischgesinnte.
Siehe auch: Volksabstimmung in Nordschleswig 1920
Das 1920 umstrittene Gebiet um Hoyer, Tondern, Tingleff und Krusau bildet seitdem ein Kerngebiet der deutschen Minderheit, während die deutsche Präsenz in der nördlichen Hälfte des Landstriches, an der Westküste und auf der Insel Alsen gering ist (mit Ausnahme in den Städten).

#### 1922 bis 1933
Die deutsche Minderheit musste sich also auf ein Leben im dänischen „Herbergsstaat“ einstellen. Nach Gründung des Schleswigschen Wählervereins 1920 traten sofort Gegensätze zum dänischen Staat auf, weil die Grenzziehung als ungerecht empfunden und laut eine Grenzrevision gefordert wurde.
Einerseits wurde der deutschen Minderheit trotz ihrer ablehnenden Haltung Dänemark gegenüber weiterhin die Möglichkeit gegeben, ein kulturelles Eigenleben zu führen, was in der Duldung deutscher Vereine und Tageszeitungen, im Aufbau eines deutschen Schulwesens mit deutscher Unterrichtssprache in öffentlichen und privaten Schulen, in der Weiterführung oder Errichtung von Kindergärten, der Gründung eines deutschen Büchereiwesens sowie im Fortbestand eines (reduzierten) deutschsprachigen Kirchenlebens zum Ausdruck kam.
Auf der anderen Seite machten nationalistische Kreise der Dänen keinen Hehl daraus, dass sie die deutsche Volksgruppe schnellstens assimilieren wollten. Der nordschleswigsche Politiker H.P. Hansen sagte, dass die deutsche Minderheit in wenigen Jahren verschwinden würde wie Tau in der Sonne. Es wurden auch entsprechende Maßnahmen ergriffen: Nachdem Deutsch und Dänisch Jahrhunderte hindurch als Kirchensprache gleichberechtigt gewesen waren, wurde 1923 allein Dänisch als offizielle Kirchensprache eingeführt. Im selben Jahr wurde durch die Einführung von Aufenthalts- und Arbeitsgenehmigungen die Zuwanderung aus dem Süden unterbunden und deutsche Staatsbürger ausgewiesen, während Zuwanderungen aus dem sogenannten Reichsdänemark und dänische Einrichtungen wie Volkshochschulen, Kasernen und staatliche Betriebe stark gefördert sowie in der Landwirtschaft eine nationale Siedlungspolitik getrieben wurden.
Es entbrannte ein „Volkstumskampf“ um die Menschen, die national nicht Stellung bezogen hatten, und um ihren landwirtschaftlichen Boden, weil beide Volksgruppen ihre Stärke noch weitestgehend in der selbständigen Bauernschaft hatten. Zu deren Unterstützung wurden von beiden Seiten Kreditinstitute errichtet. Bei diesem „Bodenkampf“ gingen zwischen 1925 und 1939 etwa 34.000 Hektar von deutschen in dänische Hände über; bei der politischen Werbung um die Menschen, die sich national nicht deutlich festlegen wollten, spielten in der wirtschaftlich schwierigen Zeit auch Faktoren wie Gewerkschaften und der dänische Arbeitsplatz eine Rolle, so dass viele deutschgesinnte Sozialdemokraten Mitglied der dänischen sozialdemokratischen Partei wurden und eher hier aktiv waren.

#### 1933 bis 1945

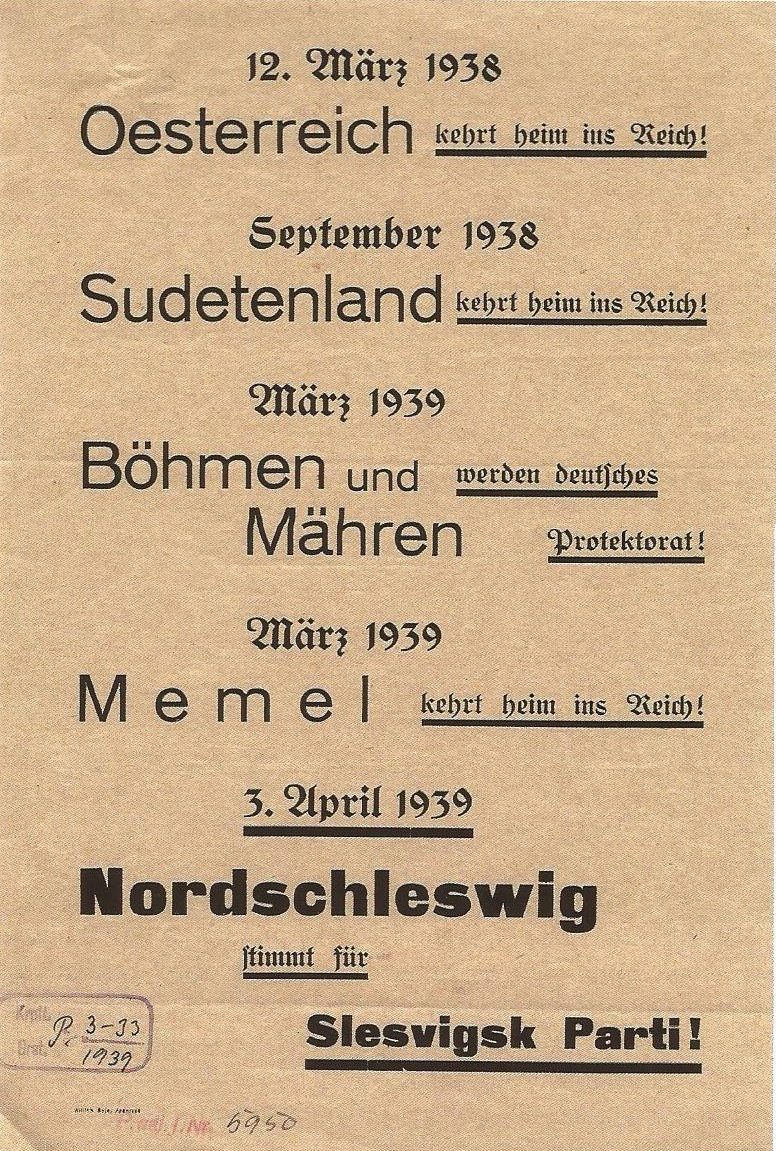
Wahlplakat der Schleswigschen Partei von 1939

Die finanzielle und kulturelle Abhängigkeit der Minderheit vom Deutschen Reich zeigte sich deutlich nach der nationalsozialistischen Machtübernahme 1933. Krisenbedingte soziale Konflikte seit den 1920er Jahren, besonders in der Landwirtschaft, und der Grenzkampf hatten bei den deutschen Nordschleswigern wie bei anderen Volksdeutschen guten Nährboden für den Nationalsozialismus bereitet. Schon ab 1933 schlossen sich viele von ihnen freiwillig dem Nationalsozialismus an. 1938 wurden alle deutsch-nordschleswigschen Verbände „gleichgeschaltet“. Die Partei der deutschen Nordschleswiger, die Schleswigsche Partei (SP), die seit 1920 einen Sitz im dänischen Parlament hatte, trat 1935 der deutschen NSDAP bei und wurde in NSDAP-N umbenannt. „Volksgruppenführer“ war Jens Möller. Ebenfalls war die Region eine Hochburg der dänischen DNSAP, die in Konkurrenz zu den deutschen Nationalsozialisten stand. Eine Grenzrevision wurde in der ganzen Zwischenkriegszeit von der deutschen Minderheit gefordert, aber die Forderung steigerte sich nach 1933 und besonders nach Hitlers Annexionen vom Sudetenland und Memelland.

#### Kriegseinsatz
Als das Dritte Reich Dänemark am 9. April 1940 beim Unternehmen Weserübung völkerrechtswidrig und unter Bruch eines Nichtangriffspaktes besetzte, wurden die Truppen von Angehörigen der deutschen Minderheit begeistert mit dem Hitlergruß begrüßt. Viele kollaborierten schon vom Anfang offen mit der Wehrmacht. Siehe auch: Dänemark unter deutscher Besatzung
Mehr als 2100 junge deutsche Nordschleswiger nahmen als Freiwillige am Krieg für Deutschland teil, von denen 748 fielen. Die meisten taten aufgrund ihrer dänischen Staatsangehörigkeit Dienst in der Waffen-SS. Erst ab dem Jahr 1943 war es möglich, sich auch freiwillig zur Marine und Luftwaffe zu melden.

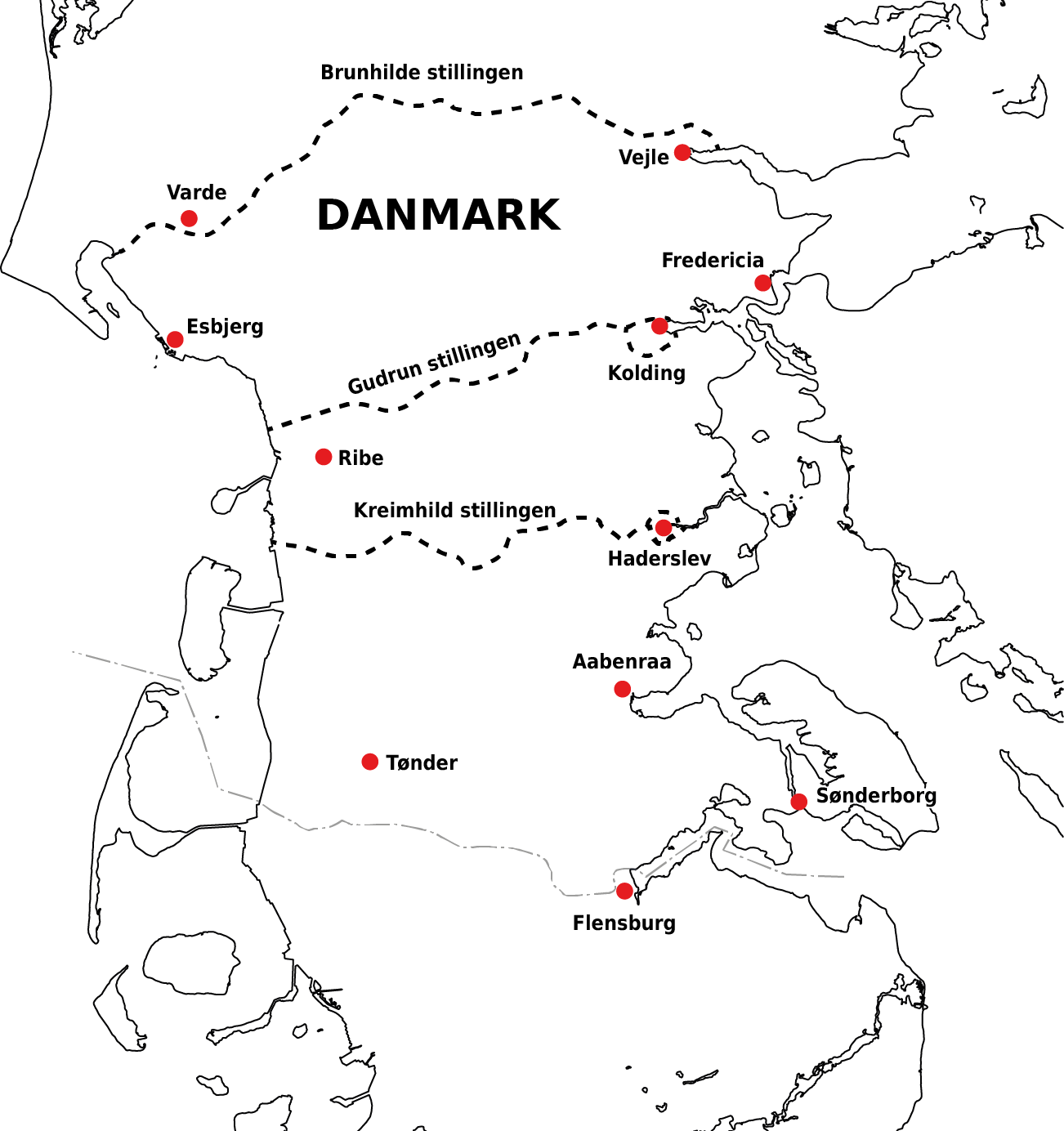
1944–45 sollten drei deutsche Verteidigungslinien eine alliierte Invasion über Jütland verhindern. Nur kleine Teile der nördlichsten Linie, der Brunhildestellung, wurden fertiggestellt.

Auch nach der allmählichen Kriegswende nach Stalingrad ließ der Freiwilligeneinsatz der deutschen Minderheit nicht nach. Ende 1944 bis 1945 waren Freiwillige der deutschen Minderheit beim Bau dreier Verteidigungslinien quer über Jütland, der Brunhilde-, Gudrun- und Kreimhildestellungen, beteiligt.
Zwar gab es keine offene Opposition innerhalb der Minderheit; jedoch wurde die Frage der Zukunft im Falle einer deutschen Kriegsniederlage von einer sehr kleinen Gruppe von Nicht-Nationalsozialisten aufgenommen. Der sogenannte Haderslebener Kreis verfasste November 1943 insgeheim die sogenannte Haderslebener Erklärung, die die Ende des Grenzkampfes sowie Loyalität gegenüber dem dänischen Königshaus, der dänischen Demokratie und gegenüber der seit 1920 bestehenden deutsch-dänischen Grenze proklamierte, verlangte aber weiterhin kulturelle Autonomie für die deutsche Volksgruppe.
Als am 22. November 1945 ein neuer Hauptverein für die Minderheit, der Bund deutscher Nordschleswiger (BdN), gegründet wurde, dienten die Inhalte der Haderslebener Erklärung für eine feierliche Loyalitätserklärung gegenüber Dänemark. Jedoch nahm die Erklärung keine Stellung zu den Taten der jüngsten Vergangenheit sowie der Abrechnung mit Kriegsverbrechern und Kollaborateuren, was eigentlich die heißeste Streitfrage der Zeit war.

#### 1945 bis 1955

Der 1945 gesprengte Bismarckturm auf dem Knivsberg 1905

Am 5. Mai 1945 kapitulierten die deutschen Truppen in Dänemark. In der nächsten Zeit folgte eine Auseinandersetzung mit dänischen Kollaborateuren, darunter auch sehr vielen Angehörigen der deutschen Minderheit. Sehr viele männliche Angehörige der Minderheit wurden zunächst interniert, viele wurden später verurteilt. Historiker haben diskutiert, ob dies ein Beispiel der Kollektivschuld war, jedoch wurden die Strafverfahren bei der Rechtsabrechnung auf individueller Ebene durchgeführt.
Der Zorn der dänischen Bevölkerung und besonders der Widerstandskämpfer entlud sich teilweise auf die Volksgruppe. Das Haus der deutschen Tageszeitung und der enorme Bismarckturm der deutschen Versammlungsstätte auf dem Knivsberg wurden gesprengt. Es gab vereinzelte Attentate dänischer Gruppen oder Personen gegen deutsche Geschäfte und Versammlungshäuser, wie auch von Deutschen gegen dänische Polizeireviere. Das einzige Todesopfer fiel, als am 28. Dezember 1948 ein betrunkener Mann Schüsse gegen ein deutsches Weihnachtsfest in Lügumkloster richtete, wobei eine Frau getötet wurde. Der Täter war ein geborener Flensburger, der in Kopenhagen dänischer Widerstandskämpfer gewesen und 1943 von der deutschen Wehrmacht arrestiert worden war.
Etwa 3500 Angehörige der Volksgruppe wurden verhaftet, meistens im Fårhus-Lager, die Umbenennung des früheren Internierungslager Frøslev, die während des Krieges ein Instrument der deutschen Wehrmacht gegenüber Dänen war. Später wurden 2.948 von ihnen nach Gesetzen mit rückwirkender Kraft (sogenannter Rechtsabrechnung) zu Gefängnisstrafen von einem bis zu zehn Jahren bestraft. Die meisten erhielten zwei Jahre Gefängnis, die NS-Volksgruppenleitung hingegen deutlich höhere Strafen. Fast jede deutsche Familie in Nordschleswig war von der sogenannten Rechtsabrechnung betroffen, besonders die Kriegsfreiwilligen.
Die deutschen Besatzungstruppen hinterließen Schulden in Höhe von acht Milliarden dänischen Kronen bei der dänischen Nationalbank. Nach Forderungen der Alliierten wurde ein dänisches Gesetz zur Konfiskation deutschen und japanischen Eigentums angenommen. Deutsches Eigentum, auch von Privatpersonen, wurde zunächst registriert und beschlagnahmt, aber schließlich nur konfisziert, wenn es um deutsche Staatsbürger, deutsche Firmen bzw. Kapital oder deutsches Reichseigentum ging. Die Privatschulen der deutschen Minderheit wurden 1945 geschlossen, aber teilweise seit 1946 wieder geöffnet. Die Konfiskation deutschen Eigentums galt auch außerhalb Nordschleswigs und betraf auch Eigentum dänischgesinnter oder nichtnationalsozialistischer deutscher Staatsbürger, z. B. Angehörigen der dänischen Minderheit in Südschleswig. 90 deutsche Bauern wurden als Pächter von Höfen Opfer der Auflösung der deutschen Kreditanstalt Vogelgesang.
Deutsche Staatsangehörige, die eine Minderheit unter der deutschen Volksgruppe bildete, wurden meistens aus Dänemark ausgewiesen. Diese „Aussiedler“ fanden sich zunächst im ehemaligen Konzentrationslager Neuengamme bei Hamburg wieder, das von den britischen Besatzungsbehörden geleitet wurde.
Die liberalen Regelungen der Vorkriegsjahre wurden 1945 aufgehoben. Ein Schulgesetz ließ zwar die Errichtung von Privatschulen auf Volksschulebene zu, jedoch ohne Examensrechte für die Schulen. Weil bestrafte Lehrer mit Berufsverbot belegt worden waren (oder sofern sie deutsche Staatsbürger waren, das Land verlassen mussten), und die Gebäude der Minderheit vom dänischen Staat konfisziert wurden, machte der Mangel an Lehrern und Gebäuden einen Unterricht fast unmöglich. Die Neugründung des „Deutschen Schul- und Sprachvereins für Nordschleswig“ als Träger eines deutschen Schulwesens im Herbst 1945 konnte bewirken, dass in sehr bescheidenem Umfang deutscher Unterricht in einer Volksschule angeboten wurde. Allmählich bis zum Anfang der 1950er Jahre gelang es, 13 der enteigneten Schulgebäude zurückzukaufen. Die etwa 5000 Kinder der deutschen Schulen und Kindergärten bei Kriegsende mussten bis dahin zumeist in dänischen Schulen eingegliedert werden.

#### Seit 1955

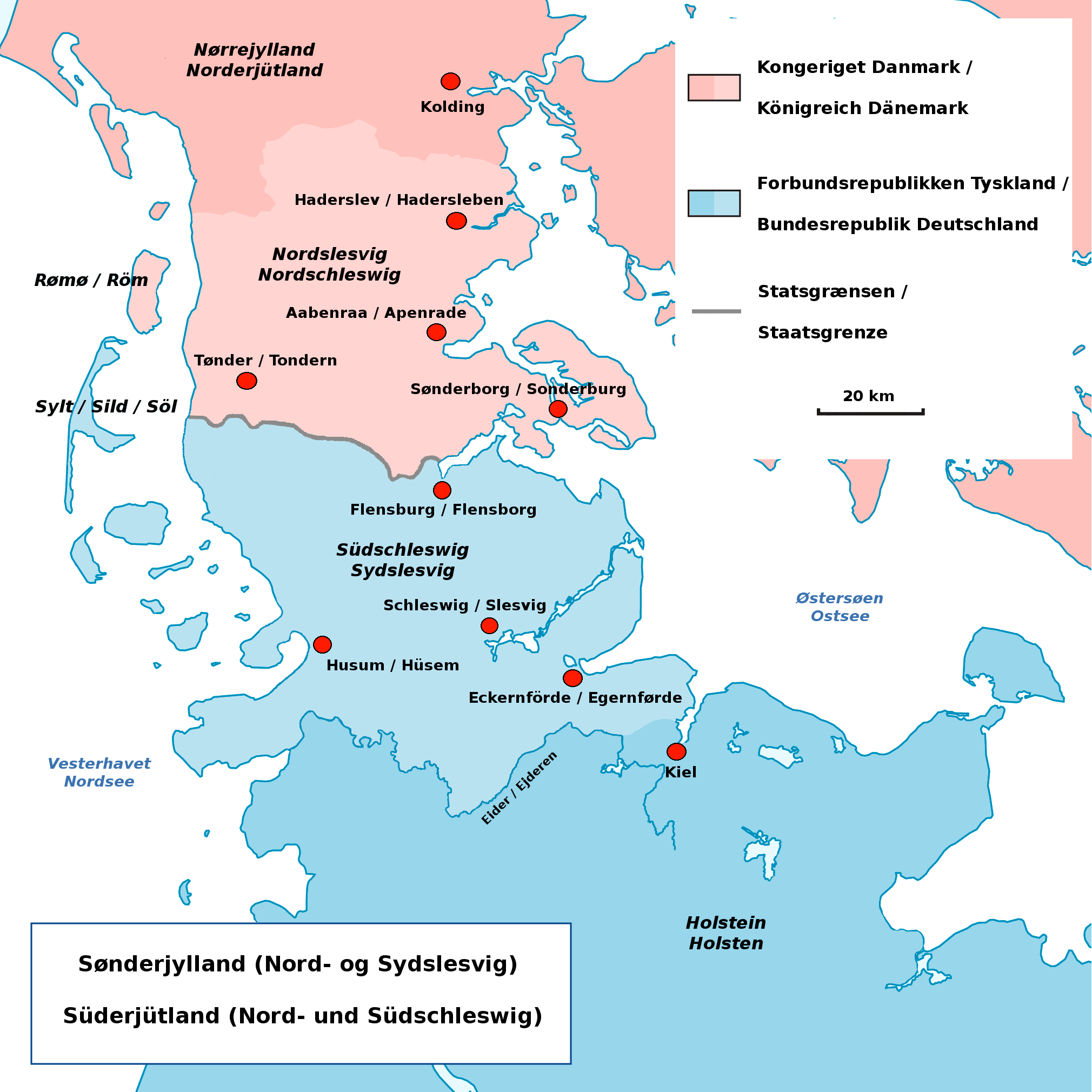
Das heutige Nord- und Südschleswig mit mehrsprachigen Ortsnamen

1955 wurden in den Bonn-Kopenhagener Erklärungen die Minderheiten in Deutschland und Dänemark voll anerkannt und ihre Rechte bestätigt; die Erklärungen gestanden den Minderheiten keine Sonderrechte zu, sondern garantierten lediglich das freie Bekenntnis zur Volkszugehörigkeit sowie die Gleichbehandlung aller Staatsbürger: Gemäß den Erklärungen sind die Minderheiten gleichberechtigte Bürger im jeweiligen „Herbergsstaat“ und die sie betreffenden Minderheitenfragen ihre inneren Angelegenheiten.
Für die deutsche Minderheit waren die Ergebnisse der Verhandlungen von 1955 allerdings eine Enttäuschung, trotz der in den Erklärungen von Bonn und Kopenhagen garantierten Toleranz der jeweiligen Minderheit gegenüber; denn ihre Forderung nach Amnestie und Rückgabe des enteigneten Eigentums wurden von dänischer Seite als Einmischung in innerdänische Angelegenheiten betrachtet und zurückgewiesen. Die deutsche Minderheit erhielt immerhin die Examensrechte für ihre Schulen zurück und durfte wieder ein Gymnasium in Apenrade einrichten.
Immerhin begann hiermit ein Entspannungsprozess, der zum heutigen gutnachbarlichen Verhältnis geführt hat. Von 1953 bis 1964 war die Minderheit mit einem eigenen Mandat im Folketing vertreten, von 1973 bis 1979 über ein Wahlbündnis mit den Zentrumdemokraten. Danach war eine eigenständige Vertretung nicht mehr möglich. Man etablierte einen Kontaktausschuss zu Parlament und Regierung. 1983 wurde das Sekretariat der deutschen Volksgruppe in Kopenhagen eingerichtet. Zu den historischen Höhepunkten gehörten der Besuch von Königin Margrethe II. am 24. Juli 1986, der Besuch von Bundespräsident Richard von Weizsäcker am 27. April 1989 sowie der gemeinsame Besuch von Königin Margrethe II. und Bundespräsident Roman Herzog am 2. Juli 1998 bei der deutschen Volksgruppe in Nordschleswig. Diese Besuche waren wichtige Schritte auf dem Weg zu endgültiger Anerkennung und kultureller Gleichberechtigung und ein Ausdruck für die gute Nachbarschaft im Grenzland. Ein weiterer Durchbruch in den Beziehungen zwischen Minderheit und Mehrheit erfolgte 1995 mit der Einladung an den Hauptvorsitzenden des Bundes Deutscher Nordschleswiger, Hans Heinrich Hansen, zum Düppel-Fest anlässlich der 75-Jahr-Feier der Grenzziehung von 1920, auf dem dieser neben der dänischen Königin und dem dänischen Staatsminister als Redner auftreten durfte. Dies betrachtete man seitens der Minderheit als Ausdruck der Gleichwertigkeit der deutschen Nordschleswiger.
Die deutsche Volksgruppe ist heute im Königreich Dänemark als einzige Minderheit mit ihrer sprachlichen und kulturellen Besonderheit entsprechend der Rahmenkonvention des Europarates zum Schutz nationaler Minderheiten und durch die Charta zum Schutz von Regional- und Minderheitensprachen anerkannt.

## Bekannte deutsche Nordschleswiger

### Führende Vertreter und Funktionäre
- Jan Diedrichsen (* 1975), Leiter des Sekretariats der Deutschen Minderheit bei Regierung und Folketing in Kopenhagen 2006 bis 2019, Direktor des Generalsekretariats der Föderalistischen Union Europäischer Nationalitäten, (FUEN), 2008 bis 2015.
- Hans Heinrich Hansen (* 1938), Hauptvorsitzender des Bundes Deutscher Nordschleswiger 1993–2006, Präsident der Föderalistischen Union Europäischer Nationalitäten (FUEN) seit 2007
- Ernst Siegfried Hansen (1917–1980), Generalsekretär des Bundes Deutscher Nordschleswiger von 1945–1947
- Matthias Hansen (1892–1987), Geschäftsführender Vorsitzender des Bundes Deutscher Nordschleswiger 1945–1947
- Hermann Heil (1935–2018), Hauptgeschäftsführer des Bundes Deutscher Nordschleswiger von 1962 bis 2002
- Rasmus Hansen, Hauptgeschäftsführer des Bundes Deutscher Nordschleswiger 2002 bis 2019
- Peter Iver Johannsen (1943–2024), Generalsekretär des Bundes Deutscher Nordschleswiger von 1973 bis 2008
- Hinrich Jürgensen (* 1959), Hauptvorsitzender des Bundes Deutscher Nordschleswiger seit 2006
- Harro Marquardsen, Hauptvorsitzender des Bundes Deutscher Nordschleswiger 1960–1975
- Siegfried Matlok (* 1945), Chefredakteur des Nordschleswigers 1979 bis 2013, Leiter des Sekretariats der Deutschen Minderheit bei Regierung und Folketing in Kopenhagen 1983 bis 2006.
- Gwyn Nissen (* 1963), Chefredakteur des Nordschleswigers seit 2013.
- Waldemar Reuter (1873–1950), praktischer Arzt, führender Vertreter der deutschen Minderheit und nach 1945 als Vorsitzender maßgeblich am Wiederaufbau von Schulwesen und Kirche in Nordschleswig beteiligt.
- Gerhard Schmidt (1932–2008), Hauptvorsitzender des Bundes Deutscher Nordschleswiger 1975–1993
- Hans Schmidt-Oxbüll (1899–1978), Hauptvorsitzender des Bundes Deutscher Nordschleswiger 1951–1960, Mitglied des dänischen Folketings 1953–1964
- Jes Schmidt (1916–1979), Chefredakteur Der Nordschleswiger, Generalsekretär des Bundes Deutscher Nordschleswiger von 1947–1951, Mitglied des dänischen Folketings 1973–1979
- Johannes Schmidt-Wodder (1869–1959), Pastor, führender Vertreter der deutschen Minderheit und Abgeordneter in dänischen Folketing (Parlament)
- Uwe Jessen (* 1971), Generalsekretär des Bundes Deutscher Nordschleswiger seit 2009
- Rudolf Stehr, Generalsekretär des Bundes Deutscher Nordschleswiger von 1951–1973
- Niels Wernich (1892–1977), Hauptvorsitzender des Bundes Deutscher Nordschleswiger 1947–1951

### Künstler und Schriftsteller
- Anton Nissen (1866–1934), Maler und Grafiker
- August Wilckens (1870–1939), Maler und Grafiker
- Emil Nolde (1867–1956), Maler und Grafiker
- Arndt Georg Nissen (1907–1979), Maler und Grafiker
- Charlotte Hasselmann (1878 – 1965), Malerin
- Niko Wöhlk (1887–1950), Maler
- Peter Sandkamm-Möller (1893–1981), Maler
- Heinrich Hecht (Apenrade), Maler
- Andreas Petersen-Röm (1914–1985), Maler
- Thomas Hansen-Brunde, Maler
- Gottfried Kinze, Maler und Keramiker
- Hans Schmidt-Gorsblock (1889–1982), Heimatdichter und Schriftsteller
- Harboe Kardel (1893–1982), Chefredakteur und Schriftsteller
- Hans Peter Johannsen (1908–1981), Bibliotheksdirektor und Schriftsteller
- Hans Schmidt Petersen (* 1962), Autor und Schriftsteller
- Günter Weitling (1935–2024), evangelisch-lutherischer Theologe, Kirchenhistoriker und Autor
- Andrea Kunsemüller (* 1947), Journalistin und Schriftstellerin
- Nis-Edwin List-Petersen (* 1947), Komponist Neuer geistlicher Lieder, Schriftsteller und Büchereidirektor

### Bekannte deutsche Nordschleswiger, die in Deutschland wirkten
- Jens Peter Jessen (1895–1944), Staats- und Wirtschaftswissenschaftler, Widerstandskämpfer im Attentat vom 20. Juli 1944
- Theodor Kaftan (1847–1932), Theologe und von 1886 bis 1917 Generalsuperintendent für Schleswig
- Hjalmar Schacht (1877–1970), von 1923 bis 1930 und 1933 bis 1939 Reichsbankpräsident sowie von 1934 bis 1937 auch Reichswirtschaftsminister
- Helmuth Ellgaard (1913–1980), Pressezeichner und Illustrator